# Peter Klotzbach
Peter Klotzbach (* 17. Oktober 1875 in Barmen; † 25. Juli 1947 in Wuppertal) war ein deutscher Architekt und Architekturlehrer. Er gilt als Vertreter des Heimatschutzstils und entwarf auch zahlreiche Schul- und Verwaltungsgebäude sowie etliche Denkmäler. Soweit seine Bauten erhalten sind, stehen sie zumeist – im Ganzen oder in Teilen – unter Denkmalschutz.

## Leben
Peter Klotzbach war nach seiner praktischen Ausbildung bei einem Architekten in Barmen und dem anschließenden Besuch der Baugewerkschule in Idstein zunächst als Mitarbeiter in verschiedenen Architekturbüros tätig. Von 1900 bis 1915 arbeitete er als Lehrer an der Kunstgewerbeschule Barmen, ab 1909 fungierte er parallel zu seiner Lehrtätigkeit als Bauberater für den Landkreis Opladen, später auch für die Landkreise Gummersbach, Lennep, Mettmann und Waldbröl. 1913 wurde er zum Professor ernannt.
Klotzbach nahm als Soldat am Ersten Weltkrieg teil. Nach dem Krieg war er freiberuflich in Barmen tätig, Ende der 1920er Jahre in Sozietät oder Bürogemeinschaft mit dem Architekten Paul Fliether.
Peter Klotzbach war Mitglied im Deutschen Werkbund (DWB), im Bund Deutscher Architekten (BDA) und im Bergischen Architekten- und Ingenieurverein Wuppertal. Von 1931 bis 1937 war er Sektionsvorsitzender der Sektion Barmen des Deutschen und Österreichischen Alpenvereins (DuOeAV).

## Werk

### Bauten und Entwürfe

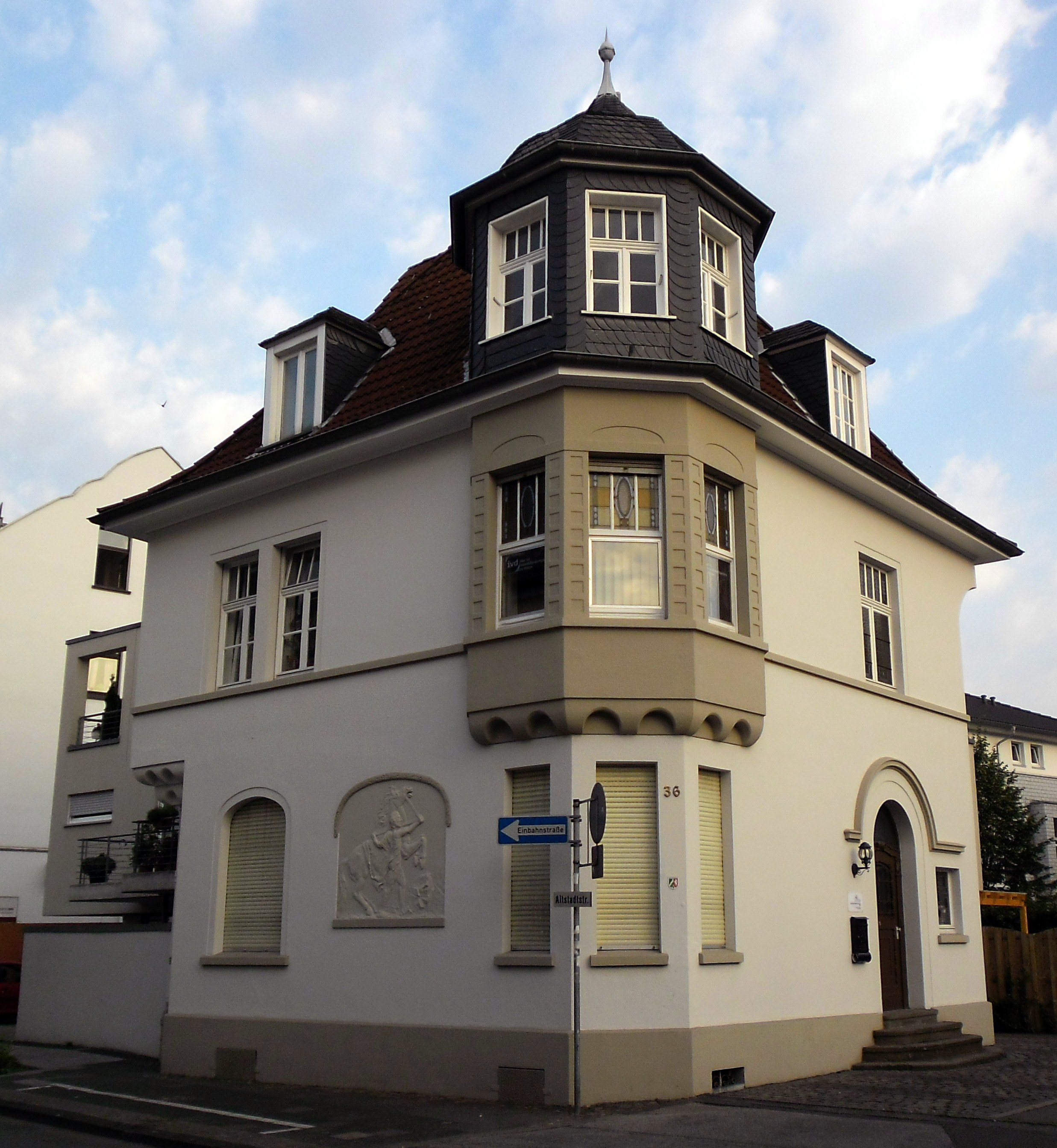
Wohnhaus Mühlstroh in Opladen (1909)

- 1902–1903: Realgymnasium Sedanstraße, Realschule Siegesstraße und Volksschulen Eichenstraße und Emilienstraße in Barmen (gemeinsam mit Eugen Rückle, nach Plänen von Carl Winchenbach und Stadtbauinspektor Paul Eduard Freygang)[2]
- 1903: Landhaus Dr. Spitzer, Barmen-Tölleturm[9]
- 1909: Wohnhaus Mühlstroh in Opladen, Altstadtstraße 36
- 1911: Aufstockung des Kirchturms der evangelischen Kirche in Bergisch Neukirchen mit verschieferter Haube
- 1911–1913: Realgymnasium in Opladen, Im Hederichsfeld 19 (1927–1928 erweitert)
- 1912: Siedlung Ruhlach in Opladen[10]
- Realschule in Fulda
- 1914: katholische Volksschule, heute Felix-Metzmacher-Schule, in Immigrath[11]
- um 1914: Landratsamt in Leverkusen[12]
- 1914–1915: Helmholtz-Oberrealschule in Hilden, Gerresheimer Straße 20
- 1915: „Römersches Waldhaus“ in Opladen, in der Grünanlage Wupperinsel[13]
- 1918–1920: Landwirtschaftliche Winterschule in Lennep
- 1919–1920: Landwirtschaftliche Winterschule in Opladen, Düsseldorfer Straße 153–157[14]
- 1920: Freiherr-vom-Stein-Brunnen in Opladen[15]
- 1921–1922: Kapelle auf dem Marienberg in Neviges
- 1922: Ehrentafel für die im Ersten Weltkrieg gefallenen Schüler des Gymnasiums Barmen, Bleicherstraße[2]
- 1923: Schwarz-Weiß-Denkmal in Barmen (nach Entwurf des Architekten Fischer)[16]
- 1924: Wohnbebauung für höhere Beamte in Opladen, Fürstenbergstraße 20–22[17]
- 1925–1926: Ehrentafel für die Gefallenen der evangelisch-lutherischen Kirchengemeinde Wichlinghausen in Barmen[18]
- 1925–1926: Gedächtnishalle in der Friedhofskapelle an der Hugostraße in Barmen[2]
- 1926: Johannes-Langermann-Denkmal in den Barmer Anlagen[19]
- 1927–1928: architektonische Gestaltung des Gefallenen-Ehrenmals in Kronenberg[2]
- 1927–1929: Verwaltungsgebäude der Industrie- und Handelskammer in Elberfeld, Islandufer (an der Alexanderbrücke; gemeinsam mit Paul Fliether)[20]
- 1929: Kriegerdenkmal in Langerfeld (gemeinsam mit Paul Fliether)[21]
- 1929: Rot-Kreuz-Haus in Opladen
- 1930: Entwurf eines Ehrenmals für die Gefallenen des Ersten Weltkriegs in Wülfrath[2]
- 1931: Denkmal für die verdienstvollen Männer des Nordstädter Bürgervereins in Wuppertal-Barmen[22]
- 1936–1937: Gartenstadt Schellenbeck in Wuppertal
- 1938–1939: Gebäude für das Luftbekleidungsamt „Lenkwerk“ in Bielefeld, Am Stadtholz 24–26 (später genannt Richmond-Kaserne)
- 1939: Rathaus in Wiehl
- Lyzeum in Uerdingen
- Kommunalfriedhof in Opladen
- Siedlung Hallendorf
- Villa Weskott in Opladen, Fürstenbergstraße 1

### Schriften
- Die schöne Haustüre am Niederrhein und im Bergischen Land. A. Schöpp, Elberfeld 1925 (Digitalisat)